# IC 2448
IC 2448 — галактика типу PN (планетарна туманність) у сузір'ї Кіль.
Цей об'єкт міститься в оригінальній редакції індексного каталогу.